# Erwin Vervecken
Erwin Vervecken, född den 23 mars 1972 i Herentals, är en belgisk tidigare tävlingscyklist som var specialist på cykelcross, i vilket han blev trefaldig världsmästare (2001, 2006 och 2007), trefaldig VM-silvermedaljör (1998, 1999 och 2005), samt dubbel VM-bronsmedaljör (1994 och 2003). Han vann även Trofee veldrijden totalt 2000/2001 och 2001/2002.

## Meriter – cykelcross

### Junior
1990/1991
 Belgisk juniormästare

### Elit
| SäsongTävling         | 1992 1993 | 1993 1994 | 1994 1995 | 1995 1996 | 1996 1997 | 1997 1998 | 1998 1999 | 1999 2000 | 2000 2001 | 2001 2002 | 2002 2003 | 2003 2004 | 2004 2005 | 2005 2006 | 2006 2007 | 2007 2008 | 2008 2009 | 2009 2010 |
| --------------------- | --------- | --------- | --------- | --------- | --------- | --------- | --------- | --------- | --------- | --------- | --------- | --------- | --------- | --------- | --------- | --------- | --------- | --------- |
| Världsmästerskapen    | –         |           | 20        | 5         | 6         |           |           | DNF       |           | DNF       |           | 6         |           |           |           | 4         | 19        | 16        |
| Belgiska mästerskapen | –         | –         |           |           | 4         |           | 5         |           |           |           | 5         | 7         | –         |           | 5         | 4         | DNF       | 8         |
| UCI World Cup         | X         | –         | –         | 7         | 9         | 9         | 8         | 6         | 5         | 5         | 6         | 6         |           |           |           | 4         | 7         | 8         |
| Superprestige         | –         | –         | 10        | 9         | 9         | 4         | 5         | 7         |           |           | 4         |           | 5         | 5         |           | 6         | 6         | 8         |
| Trofee veldrijden     | 4         | 12        | 9         | ?         | 6         | ?         | 6         | 5         |           |           | 6         | 4         |           |           | 5         | 7         | 17        | 10        |
| UCI:s världsranking   | 45        | 14        | 13        | 8         | 10        | 6         | 8         | 7         | 2         | 3         | 6         | 5         | 3         | 2         | 3         | 4         | 10        | 10        |

DNF = Fullföljde ej.     X = Avhölls ej (UCI World Cup infördes 1993).